# Александровские ворота (Динабургская крепость)
Александровские ворота — одни из четырёх ворот Динабургской крепости (Даугавпилс, Латвия).

## Описание
Находятся в конце Императорской улицы, напротив Николаевских ворот.
Поперечная улица Александра пересекает Императорскую, слева от ворот находится Инженерный арсенал. Справа жилая застройка крепости, дома. Здание солдатской казармы. Неподалёку размещается котельная, отапливающая крепость. В советское время у ворот построен подъездной путь железной дороги для доставки мазута на нужды котельной. В самих воротах много граффити 60-80 годов с указанием географических объектов СССР (города).
За воротами слева хранилище горючего, далее гаражи автомобильного кооператива Северный. Направо автостоянка, конечная остановка маршрутки,до 2013 года, далее жилая застройка Северного городка.
Над аркой ворот имеется ниша для надвратной иконы, или Александра Невского или Александра Свирского, святых Русской церкви.

## История
Ворота сооружены в 1820-е гг. Ворота названы по именам детей Павла I. Выложены из кирпича, арочный проезд, в основании стен гранитные тёсаные блоки. По внешнему виду идентичны Константиновским воротам, у которых разобраны своды. Створки ворот не сохранились, насыпана дамба вместо деревянного моста ведшего к воротам крепости.

## Настоящее время
Осенью 2011 года проведены укрепительные работы на фасадах ворот и гидроизоляция сводов. Разработан проект реставрации ворот. В 2012 году в рамках реконструкции Императорской улицы, выложен плиткой проезд в воротах, на два месяца ворота закрывали для проезда транспорта. В ноябре 2012 года начали класть искусственную брусчатку по Императорской улице к Николаевским воротам. Завершили в феврале 2013 года.  Через несколько лет разболтавшуюся мостовую пришлось переложить под надзором  мастера-мостовшика из Риги. По улице проходит осевая линия из брусчатки, деля улицу пополам на полосы проезда.